# Даниел Елмър Салмон
Даниел Елмър Салмон (* 23 юли 1850 г., Маунт Олив, Ню Джърси; † 30 август 1914 г., Бът, Монтана) е американски ветеринарен лекар. На него са кръстени ентеробактериите от рода Salmonella.
След като завършва средното си образование в Маунт Олив през 1868 година, Салмон започва да учи ветеринарна медицина в Университета „Корнел“. След дипломирането си през 1872 година той се установява като практикуващ ветеринарен лекар в Newark, Ню Джърси. Поради здравословни причини скоро след това се премества в Asheville, Северна Каролина. В Университета на Джорджия изнася лекции по ветеринарна медицина и през 1876 година получава докторска степен от Универсетета „Корнел“.
През 1879 година Салмон е една от ключовите фигури в държавна кампания за борба с бронхопневмонията при говедата. Поради заслугите си той е избран от Министерството на земеделието да изследва появата на заболявания при селскостопанските животни, и по-специално тексаската треска в южните щати. През 1883 година Салмон е натоварен със задачата да създаде ветеринарен отдел в Министерството на земеделието във Вашингтон, който ръководи до 1905 година.
През 1906 година, по покана на правителството на Уругвай, създава отдел за ветеринарна медицина в Университета на Монтевидео. Малко след завръщането си в САЩ през 1910 година ръководи производствена компания за производство на ваксина срещу свинска холера в Butte, Монтана. Умира на 30 август 1914 година от пневмония.
В периода си като ръководител на Ветеринарната служба Салмон заедно с Теобалд Смит, негов асистент, има много важни приноси към ветеринарната медицина, като например изолирането на причинителя на свинската холера, Salmonella choleraesuis, през 1885 година.
Също така Салмън и Смит успяват да открият, че умъртвените причинители на това заболяване защитават прасетата от него, което става основа за ваксинация срещу тиф. Салмон също се ангажира в общественото здравеопазване – тук той установява насоки за национален преглед на месото и за карантина на внесените селскостопански животни.